# Cosmarium pseudonitidulum
Cosmarium pseudonitidulum  là một loài Song tinh tảo trong họ Desmidiaceae, thuộc chi Cosmarium.